# Chronicon Casauriense

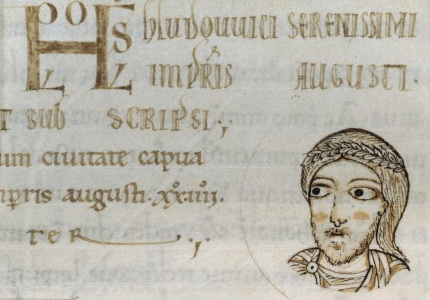
Fragment du texte et illustration du Chronicon Casauriense représentant Louis II d'Italie.

Le Chronicon Casauriense (Chronique de Casauria) est un manuscrit enluminé composé à la fin du XIIe siècle par un moine prénommé Jean, à la demande de Léonard, abbé de Saint-Clément de Casauria (San Clemente a Casauria) ; il s'étend de 866 à 1182. Il est actuellement conservé à la Bibliothèque nationale de France (Latin 5411).

## Historique
Cette œuvre est très importante car elle constitue l'une des rares sources à parler notamment de la conquête normande de la région des Abruzzes en Italie. Pour la première partie de l'ouvrage, l'auteur se fait l'écho des haines que soulèvent les Normands (parmi lesquels Hugues Maumouzet) auxquels il est assez hostile. Dans la dernière partie, s'il y a encore une certaine animosité envers les Normands qui pillent les biens du monastère, l'auteur se montre favorable aux rois normands de Sicile qui s'efforcent  de rétablir l'ordre dans le sud de l'Italie.
Lors de la première guerre d'Italie (1494-1497), l'ouvrage tombe aux mains du roi Charles VIII de France, et il est actuellement conservé à la Bibliothèque nationale de France.